# Amphoe Nong Mamong
Amphoe Nong Mamong (Thai: อำเภอ หนองมะโมง) ist ein Landkreis (Amphoe – Verwaltungs-Distrikt) im nordwestlichen Teil der Provinz Chai Nat. Die Provinz Chai Nat liegt im nördlichen Teil der Zentralregion von Thailand.

## Geographie
Benachbarte Distrikte (von Osten im Uhrzeigersinn): die Amphoe Wat Sing und Hankha der Provinz Chai Nat, sowie die Amphoe Ban Rai, Huai Khot, Nong Chang und Nong Khayang der Provinz Uthai Thani.

## Geschichte
Der Landkreis Nong Mamong wurde am 15. Juli 1996 zunächst als „Zweigkreis“ (King Amphoe) eingerichtet, indem vier Tambon vom Amphoe Wat Sing abgetrennt wurden.
Die thailändische Regierung hatte am 15. Mai 2007 beschlossen, alle 81 King Amphoe in den „normalen“ Amphoe-Status zu erheben, um die Verwaltung zu vereinfachen.
Mit der Veröffentlichung in der Royal Gazette „Issue 124 chapter 46“ vom 24. August 2007 trat dieser Beschluss offiziell in Kraft.

## Verwaltung

### Provinzverwaltung
Der Landkreis Nong Mamong ist in vier Tambon („Unterbezirke“ oder „Gemeinden“) eingeteilt, die sich weiter in 41 Muban („Dörfer“) unterteilen.
| Nr. | Name         | Thai      | Muban | Einw. |
| --- | ------------ | --------- | ----- | ----- |
| 01. | Nong Mamong  | หนองมะโมง | 12    | 5.174 |
| 02. | Wang Takhian | วังตะเคียน  | 13    | 6.649 |
| 03. | Saphan Hin   | สะพานหิน   | 10    | 5.290 |
| 04. | Kut Chok     | กุดจอก     | 06    | 2.490 |

### Lokalverwaltung
Es gibt zwei Kommunen mit „Kleinstadt“-Status (Thesaban Tambon) im Landkreis:
- Nong Mamong (Thai: เทศบาลตำบลหนองมะโมง) bestehend aus dem kompletten Tambon Nong Mamong.
- Wang Takhian (Thai: เทศบาลตำบลวังตะเคียน) bestehend aus dem kompletten Tambon Wang Takhian.

Außerdem gibt es zwei „Tambon-Verwaltungsorganisationen“ (องค์การบริหารส่วนตำบล – Tambon Administrative Organizations, TAO)
- Saphan Hin (Thai: องค์การบริหารส่วนตำบลสะพานหิน) bestehend aus dem kompletten Tambon Saphan Hin.
- Kut Chok (Thai: องค์การบริหารส่วนตำบลกุดจอก) bestehend aus dem kompletten Tambon Kut Chok.